# NEXTAR
NEXTAR（英語: NEC Next Generation Star）とは日本電気が製造する標準衛星プラットフォーム（標準衛星バス）である。

## 概要
無人宇宙実験システム研究開発機構(USEF)の先進的宇宙システム(ASNARO)や、宇宙航空研究開発機構宇宙科学研究所(ISAS/JAXA)の小型科学衛星(SPRINT)シリーズの構想を受け、多様なミッション要求を支える柔軟な標準バスとして開発された。バスコア部、バスオプション部、ミッション部で構成され、それらを組み合わせることで、セミオーダーメイド衛星とでもいうような柔軟な衛星設計が可能である。

## 仕様
NX-300L
- 衛星全体
バスサイズ：W950×D950×H950(mm)
質量：200 kg
ペイロード：最大200kg
ミッション供給電力：最大300W
機体構成：バス/ミッション分離
- 通信系
通信周波数帯域：Sバンド
- ミッションデータ系
データバスインタフェース：SpaceWire（IEEE1355ベース）
データレート：200Mbps
データ記録量：最大4GB
- 姿勢制御系
三軸姿勢制御方式、ゼロモーメンタム方式
- 電源系
太陽電池：三重接合型ガリウム砒素セル
バッテリ：リチウムイオン二次電池
バス電圧：+ 50 V

## 採用実績
| 名称                               | 打ち上げ機  | 打ち上げ日時(UTC) | 運用終了日時(UTC) | 備考                                         |
| ---------------------------------- | ----------- | ----------------- | ----------------- | -------------------------------------------- |
| ASNARO1                            | ドニエプル  | 2014年11月6日     | -                 |                                              |
| ひさき (SPRINT-A)                  | イプシロン  | 2013年9月14日     | -                 |                                              |
| あらせ/SPRINT-B                    | イプシロン  | 2016年12月20日    | -                 | 小型科学衛星標準バス（SPRINTバス）として採用 |
| ASNARO2                            | イプシロン  | 2018年1月17日     | -                 |                                              |
| ベトナムの地球観測衛星JV-LOTUSat-1 | イプシロンS | 2024年度（予定）  | -                 |                                              |
| JV-LOTUSat-2                       |             |                   | -                 |                                              |

## 将来構想
「NEXTAR 300L」はLEO用の300kg級小型衛星バス（打上げ時重量0.5トン級）であるが、地球観測衛星市場向けとして、2012年に打上げられた「しずく（GCOM-W1）」をベースにした中型衛星バス「NEXTAR 1500L」（打上げ時重量2トン級）を、また、通信・放送衛星市場向けには2008年に打ち上げられた『きずな（WINDS）』をベースにした静止軌道用標準バス「NEXTAR G」（打ち上げ重量1.5から3トン級）を開発していく構想がある
。